# Głęboka czerwień
Głęboka czerwień (wł. Profondo rosso) – włoski dreszczowiec typu giallo z 1975 roku w reżyserii Daria Argenta. Zdjęcia kręcono w Turynie, Rzymie i Perugii.
Film, zaliczający się do charakterystycznego we włoskiej kulturze nurtu giallo (przez znawców uznawany za najlepszy film tego podgatunku), opowiada historię morderstwa pewnej znanej niemieckiej telepatki. Zostaje ona pozbawiona życia zaraz po swoim występie w jednym z rzymskich teatrów. Świadkiem morderstwa jest młody pianista, który postanawia poprowadzić własne śledztwo w celu ujęcia sprawcy.
W 1976 roku podczas Międzynarodowego Katalońskiego Festiwalu Filmowego w Sitges Dario Argento odebrał za film nagrodę na najlepszego reżysera.

## Fabuła
Niemiecka telepatka Helga Ulmann jedzie do Rzymu na europejski kongres parapsychologii. Niespodziewanie podczas kongresu doznaje przerażającą wizję, gdy ktoś ją morduje. Wyczuwa przyszłego sprawcę, którego oskarża o to, że już wcześniej dokonał morderstwa. Morderca zostaje w budynku, gdzie odbywał się kongres i śledzi Helgę do jej apartamentu. Kobieta zostaje przez niego zamordowana. Przypadkowym świadkiem zbrodni jest angielski pianista Marc Daly, wracający z zajęć w konserwatorium. Wzywa on policję, gdzie wyjawia się, że wynajmował pokój nad Helgą. Na miejsce zbrodni pojawia się też dociekliwa dziennikarka Gianna Brezzi. Marc po powrocie z komisariatu zwierza się swemu koledze Carlowi, że gdy przyjechała policja, z mieszkania Helgi zniknął dość charakterystyczny obraz.
Marc i Gianna idą na pogrzeb Helgi, gdzie żegnają ją goszczący parapsycholodzy – Giordani i Bardi. Marc postanawia rozwiązać zagadkę śmierci kobiety. Z Gianną przepytuje parapsychologów, którzy mówią mu, że podczas kongresu mieli wrażenie, że ktoś wyszedł z widowni w trakcie transu Helgi. Chcąc sprawdzić ważny trop, Marcus idzie do domu Carla, którego matka, była aktorka, mówi że jest u swego kolegi Massimo. Okazuje się, że Carlo i Massimo są w homoseksualnym związku. Carlo też ujawnia swój problem alkoholowy. Odradza Marcusowi śledztwo i mówi, iż zaginiony obraz to efekt jego słabej pamięci.
Do mieszkania Marca niepostrzeżenie włamuje się morderca. Przykuwa jego uwagę, umieszczając nagranie dziecięcej melodii. Marcus domyśla się jego obecności i blokuje drzwi, zanim morderca wejdzie, ale słyszy jego szorstki zapowiadający zabicie Marcusa. Parapsycholodzy twierdzą, że melodia to leitmotiv mordercy, który musi cierpieć schizofrenię paranoidalną. Jeden z nich opowiada miejską legendę o willi, w której odbyła się krwawa tragedia, a jej zwiastunem była dziecięca piosenka. Zdobywszy książkę opisującą legendę, Marcus planuje odwiedzić jej autorkę Amandę Righetii. Jednak wcześniej Righetti zostaje brutalnie zamordowana. Marcus na podst. zdjęcia willi z książki Righetti dowiaduje się, że była otoczona egzotycznymi drzewami rosnącymi tylko na Wyspach Kanaryjskich.
Marc ostrzega Giordaniego, który następnego dnia podczas oględzin miejsca zbrodni udaje się intuicyjnie zrekonstruować dynamikę śmierci Righetti – przed śmiercią kobieta zapisała na ścianie nazwisko tego, kto ją zabił, używając pary wytwarzanej przez gorącą wodę. Marc namierza willę, przez lata niezamieszkiwaną. Od kiedy jej ostatni właściciel, niemiecki pisarz Schwartz w 1968 roku nieszczęśliwie zginął, krążą plotki, że willa jest nawiedzona. Mieszkający w pobliżu Rodi, dozorca willi użycza Marcowi kluczy, który odkrywa zamalowany mural przedstawiający scenę morderstwa w formie dziecięcego obrazku. Chce się skontaktować się z Giordanim, który staje się kolejną ofiarą mordercy. Gianna i Marc zastanawiają się, dlaczego morderca zawsze jest o krok przed nimi. Marc przyjrzawszy się dokładniej fotografii willi, zauważa, że jedno okno zostało zamurowane.
Marcus ponownie udaje się do willi, gdzie wybija zamurowane okno. Tam znajduje zamurowany ukryty pokój z zgniłymi zwłokami, a następnie zostaje ogłuszony. Gdy odzyskuje przytomność, w ostatniej chwili ratuje Gianna z płonącej willi, która otrzymała jego wiadomość. Gdy oboje czekają w domu Rodiego na policję, Marcus zauważa u córki Rodiego – Olgi obrazek identyczny z ukrytym muralem. Olga mówi, że odkryła go podczas sprzątania archiwum w szkole, której się uczy. Marcus i Gianna włamują się do szkoły, by przejrzeć archiwum. Tam znajdują kolejny identyczny rysunek. Niespodziewanie Gianna zostaje ugodzona przez mordercę. Rysunki należały do Carla, który również jest obecny i przyznaje się do morderstw. W porę przyjeżdża policja zawiadomiona przez Giannę. Carlo uciekając ginie przypadkowo potrącony i ciągnięty ulicą przez ciężarówkę. Gianna zostaje odratowana w szpitalu. Marcus jednak wie, że Carlo nie mógł mordercą, ponieważ był z nim podczas zabójstwa Helgi.
Marc decyduje się ponownie odwiedzić mieszkanie Helgi nie wiedząc, że śledzi go prawdziwy morderca. Tam doznaje olśnienia, nie zobaczył brakującego obrazu, kiedy wszedł do mieszkania, ale odbicie mordercy w lustrze. Kiedy Marc zdaje sobie sprawę, że widział matkę Carla, pojawia się ona za nim z tasakiem do mięsa. Wyjaśnia ona, że zamordowała swego męża, który zamierzał umieścić ją w zakładzie dla obłąkanych. Następnie zamurowała pomieszczenie, w którym znajdowało się jego ciało. Będący tego świadkiem jako dziecko Carlo, psychicznie okaleczony, próbował stłumić to wspomnienie kompulsywnie je rysując, a później sięgając po alkohol. I to on zaatakował Marca i Giannę, aby chronić swoją matkę przed ich śledztwem, która mordowała każdego, kto mógł dowiedzieć o jej zbrodni. Matka Carla atakuje Marcusa i rani go tasakiem. Po tym, jak jej naszyjnik zaplątuje się w kraty windy, Marc zsyła windę w dół i tym samym morderczyni zostaje zdekapitowana. Marc stoi w trwodze spoglądając na kałużę krwi.

## Obsada
- David Hemmings – Marcus Daly
- Gino La Monica – Marc Daly (głos)
- Daria Nicolodi – Gianna Brezzi
- Gabriele Lavia – Carlo
- Glauco Mauri – prof. Giordani
- Piero Mazzinghi – Bardi
- Eros Pagni – nadinsp. Calcabrini
- Giuliana Calandra – Amanda Righetti
- Clara Calamai – matka Carla
- Isa Bellini – matka Carla (głos)
- Macha Méril – Helga Ulmann
- Aldo Bonamano – ojciec Carla
- Geraldine Hooper – Massimo Ricci
- Renato Cortesi – Massimo Ricci (głos)
- Liana Del Balzo – Elvira
- Wanda Tettoni – Elvira (głos)
- Furio Meniconi – L. Rodi
- Corrado Gaipa – L. Rodi (głos)
- Nicoletta Elmi – Olga Rodi
- Emanuela Rossi – Olga Rodi (głos)
- Dante Fioretti – fotograf policyjny
- Fulvio Mingozzi – agent Mingozzi[2]